# Italie aux Jeux mondiaux de 2013
Cet article contient des informations sur la participation et les résultats de l'Italie aux Jeux mondiaux de 2013 à Cali en Colombie.

## Médailles

### Or
| Sport               | Discipline                             | Sportifs                                   |
| Médailles d'or : 18 |                                        |                                            |
| Billard             | Carom - Homme                          | Marco Zanetti                              |
| Boules              | Lyonnaise - Tir de précision - Homme   | Luigi Grattapaglia                         |
| Boules              | Lyonnaise - Tir progressif - Homme     | Mauro Roggero                              |
| Boules              | Raffa - Double - Homme                 | Andrea Cappellacci Giuliano Di Nicola      |
| Nage avec palmes    | 100 m Surface - Homme                  | Cesare Fumarola                            |
| Roller artistique   | Individuel Femme                       | Debora Sbei (it)                           |
| Roller artistique   | Couple                                 | Danilo Decembrini (it) Sara Venerucci (it) |
| Roller artistique   | Équipe                                 | Anna Remondini Alessandro Spigai           |
| Roller de vitesse   | Piste - 300 m Contre la montre - Femme | Erika Zanetti                              |
| Roller de vitesse   | Piste - 500 m Sprint - Homme           | Andrea Angeletti                           |
| Roller de vitesse   | Route - 500 m Sprint - Femme           | Erika Zanetti                              |
| Sauvetage sportif   | 50 m Mannequin Hommes                  | Stefano Costamagna                         |
| Sauvetage sportif   | 100 m Mannequin palmes Hommes          | Francesco Bonanni                          |
| Sauvetage sportif   | 100 m Mannequin palmes Femmes          | Marta Mozzanica                            |
| Sauvetage sportif   | 200 m Obstacle Homme                   | Niccolo Maschi                             |
| Sauvetage sportif   | 200 m Obstacle Femme                   | Silvia Meschiari                           |
| Ski nautique        | Ski nautique - Slalom - Homme          | Thomas Degasperi (en)                      |
| Tir à l'arc         | Arc nu - Homme                         | Giuseppe Seimandi                          |

### Argent
| Sport                                      | Discipline                       | Sportifs |
| Médailles d'argent : 13 (+1 démonstration) |                                  | |
| Ju-jitsu                                   | Duo Mixte                        | Sara Paganini (it) Michele Vallieri (it) |
| Nage avec palmes                           | 200m surface - Homme             | Stefano Figini (ru) |
| Roller artistique                          | Équipe                           | Elena Leoni Filippo Lodi Forni |
| Roller hockey                              | Hommes                           | Italie- Andrea Alberti (it) - Stefano Antinori - Matteo Bellini - Michele Ciresa (it) - Davide Di Fabio - Enrico Dorigatti (it) - Matthias Eisenstecken - Patrik Frizzera - Ingemar Gruber (it) - Claudio Mantese - Luca Rigoni (it) - Luca Roffo - Denis Somadossi - Fabio Testa (it) |
| Sauvetage sportif                          | 50 m Mannequin Homme             | Federico Pinotti |
| Sauvetage sportif                          | 100 m Mannequin palme Homme      | Stefano Costamagna |
| Sauvetage sportif                          | 200 m Obstacle Homme             | Federico Pinotti |
| Sauvetage sportif                          | 200 m Super sauveteur Homme      | Federico Pinotti |
| Sauvetage sportif                          | 200 m Super sauveteur Femme      | Chiara Pidello |
| Sauvetage sportif                          | Relais 4 x 25 m Mannequin Hommes | Italie- Francesco Bonanni - Stefano Costamagna - Francesco Giordano - Federico Pinotti |
| Sauvetage sportif                          | Relais 4 x 50 m Obstacle Hommes  | Italie- Francesco Bonanni - Stefano Costamagna - Francesco Giordano - Federico Pinotti |
| Ski nautique                               | Ski nautique - Figures - Homme   | Nicholas Benatti |
| Tir à l'arc                                | Arc à poulie - Équipe mixte      | Sergio Pagni (en) Marcella Tonioli (en) |
| Canoë marathon (dem.)                      | Kayak double Femme               | Stefania Cicali (en) Anna Alberti |

### Bronze
| Sport                                       | Discipline                             | Sportifs |
| Médailles de bronze : 18 (+1 démonstration) |                                        | |
| Boules                                      | Lyonnaise - Tir progressif - Femme     | Giorgia Rebora (it) |
| Danse sportive                              | Salsa                                  | Antonio Berardi Jasmina Valentina Berardi |
| Danse sportive                              | Classique                              | Grazia Benincasa Rosario Guerra |
| Ju-jitsu                                    | Ne-Waza - Femme                        | Laura Boco |
| Karaté                                      | Kata                                   | Sara Battaglia |
| Kayak-polo                                  | Hommes                                 | Équipe d'Italie masculine de kayak-polo- Luca Bellini (it) - Andrea Bertelloni - Paolo di Martino - Giovanni Lodato - Davide Novara - Diego Pagano - Marco Porzio - Andrea Romano |
| Nage avec palmes                            | 400 m Surface - Homme                  | Stefano Figini (ru) |
| Roller artistique                           | Individuel Homme                       | Andrea Aracu |
| Roller artistique                           | Couple                                 | Giulia Merli Daniele Ragazzi |
| Roller de vitesse                           | Route - 200 m Contre la montre - Femme | Erika Zanetti |
| Roller de vitesse                           | Route - 500 m sprint - Homme           | Andrea Angeletti |
| Sauvetage sportif                           | 100 m Mannequin palme Femme            | Marcella Prandi |
| Sauvetage sportif                           | 100 m Bouée tube Homme                 | Francesco Bonanni |
| Sauvetage sportif                           | 200 m Super sauveteur Femme            | Laura Pranzo |
| Sauvetage sportif                           | Relais 4 x 50 m Bouée tube Homme       | Italie- Francesco Bonanni - Stefano Costamagna - Francesco Giordano - Federico Pinotti                                                                                            |
| Sauvetage sportif                           | Relais 4 x 50 m Obstacle Femmes        | Italie- Silvia Meschiari - Chiara Pidello - Marcella Prandi - Laura Pranzo |
| Tir à l'arc                                 | Arc nu - Femme                         | Eleonora Strobbe (it) |
| Tir à l'arc                                 | Arc classique - Femme                  | Jessica Tomasi |
| Canoë marathon (dem.)                       | Kayak simple Femme                     | Anna Alberti |